# Parafia św. Jakuba Apostoła w Jedwabnem
Parafia pw. Świętego Jakuba Apostoła w Jedwabnem – rzymskokatolicka parafia należąca do dekanatu Jedwabne, diecezji łomżyńskiej, metropolii białostockiej.

## Historia
Parafia została erygowana około 1415 roku. Kościół parafialny murowany pw. św. Jakuba Apostoła zbudowany w latach 1925–1935 staraniem księdza A. Gawędzkiego i M. Szumowskiego, konsekrowany 22 lipca 1935 przez biskupa łomżyńskiego Stanisława Łukomskiego.

## Obszar parafii

### Miejscowości i ulice
W granicach parafii znajdują się miejscowości:

- Jedwabne,
- Biczki,
- Borawskie,
- Bronaki-Olki,
- Bronaki-Pietrasze,
- Chrostowo,
- Grabnik,
- Grądy Wielkie,
- Grądy Małe,
- Janczewo,
- Janczewko,
- Kaimy,
- Kajetanowo,
- Polki,
- Karwowo-Wszebory,
- Konopki Chude,
- Konopki Tłuste,
- Korytki,
- Kosaki-Turki,
- Kotowo-Plac,
- Kotowo Stare,
- Kotówek,
- Kubrzany,
- Kucze Wielkie,
- Kucze Małe,
- Kuczewskie,
- Olszewo-Góra,
- Orlikowo,
- Pawełki,
- Przestrzele,
- Rostki,
- Stryjaki,
- Witynie.